# يوكو واتانابي
يوكو واتانابي (باليابانية: 渡辺葉子) هي مغنية ومغنية أوبرا يابانية، ولدت في 12 يوليو 1953 في فوكوكا في اليابان، وتوفيت في 15 يوليو 2004 في ميلانو في إيطاليا بسبب سرطان.